# Мелизматическое пение
Мелизмати́ческое пе́ние (от др.-греч. μέλισμα — песня, напев), также мелизматический распев, мелизматическая структура (Гарднер), мелизматический стиль (от англ. melismatic style), реже мелизматика — способ распева текста, при котором на один его слог приходится много (четыре или больше) звуков мелодии. 
Дефиниция по БРЭ: исполнение относительно длинного мелодического фрагмента на один слог текста.

## Краткая характеристика
Мелизматическое пение характерно для культовой музыки мировых религий. В григорианском хорале католиков мелизматически распеваются многие Kyrie, аллилуйи, версикулы Benedicamus Domino, версы (псалмовые стихи) градуалов, больших респонсориев, трактов и др.
У православных широкий распев характерен для 11 евангельских стихир. Образцом мелизматического распева в византийской музыке считается кондак. Мелизматический распев культивировался в технике мелодической композиции, называемой калофонией.
Мелизматическую вокальную музыку светских жанров барокко и классико-романтического периода включают в более общее понятие колоратуры.
Мелизматическое пение широко распространено в современной западной популярной музыке.